# 阿尔梅达德萨亚戈
阿尔梅达德萨亚戈（西班牙語：Almeida de Sayago）是西班牙卡斯蒂利亚-莱昂萨莫拉省的一个市镇。总面积76平方公里，总人口657人（2001年），人口密度9人/平方公里。